# Cedrela montana
Cedrela montana är en tvåhjärtbladig växtart som beskrevs av J. Moritz och Turczaninov. Cedrela montana ingår i släktet Cedrela och familjen Meliaceae. Inga underarter finns listade i Catalogue of Life.